# Långtjärnen (Los socken, Hälsingland, 682718-146824)
Långtjärnen är en sjö i Ljusdals kommun i Hälsingland och ingår i Ljusnans huvudavrinningsområde.